# شريان قضيبي
شريان قضيبي (بالإنجليزية: Penile artery)‏ هو شريان يتفرعُ من شريان فرجي غائر. وهو فرع نهائي للشريان الحوضي الداخلي، جنبًا إلى جنب مع الشريان الصفني.
ينقسم إلى ثلاثة شرايين، وهم الشريان البصري المثاني، والشريان الظهري للقضيب، والشريان الكهفي. الشريان القضيبي عرضة للإصابة. يمكن أن تتسبب الضربة في منطقة البطن السفلي بأضرار للشريان مما قد يؤدي إلى ضعف الانتصاب عند الشبان الصغار. في حالات قليلة، تُعالج الجراحة ضعف الانتصاب.